# Kate Shortman
Kate Elizabeth Shortman (Bristol, 19 de novembro de 2001) é uma nadadora artística britânica.

## Carreira
No Campeonato Mundial de Esportes Aquáticos de 2019, ela terminou em 10º lugar na rotina técnica solo e em 11º lugar na rotina livre solo. Shortman e Isabelle Thorpe competiram na rotina técnica em dueto e na rotina livre em dueto e terminaram em 14º lugar na rodada preliminar em ambos os eventos.
Em 2021, ela competiu nos eventos de rotina livre solo, rotina livre em dueto e rotina técnica em dueto no Campeonato Europeu de Esportes Aquáticos de 2020, realizado em Budapeste, Hungria. Ela terminou em 7º lugar na rotina técnica solo no Campeonato Mundial de Esportes Aquáticos de 2022, realizado em Budapeste, Hungria. Shortman e Isabelle Thorpe terminaram em 9º lugar na rotina técnica de dueto.
No Campeonato Mundial de Esportes Aquáticos de 2024 em Doha, Thorpe e Shortman ganharam a medalha de prata na competição de rotina técnica de dueto, tornando-se os primeiros britânicos a fazê-lo. A dupla seguiu com o bronze na competição de rotina livre de dueto. Nos Jogos Olímpicos de Verão de 2024, em Paris, conquistou a medalha de prata na competição em dueto na natação artística, ao lado de Thorpe.